# 걸스 앳 아워 베스트!
걸스 앳 아워 베스트!(Girls at Our Best!)는 1979년 잉글랜드 리즈에서 결성한 포스트펑크 밴드로, 처음에는 버터플라이스(The Butterflies)라는 이름으로 활동했다. 1982년까지의 3년 동안 활동을 하며 영국 인디펜던트 싱글 차트 히트를 기록했다.

## 구성원
- 주디 "조" 에반스 – 보컬 (1979–1982)
- 제임스 "제즈" 앨런  – 기타 (1979–1982)
- 제럴드 "테리" 스위프트 – 베이스 (1979–1982)
- 크리스 올드로이드 – 드럼 (1979–1980)
- 폴 사이먼 – 드럼 (1980)
- 대런 칼 하퍼 – 드럼 (1980–1981)
- 로드 존슨 – 드럼 (1981–1982)

## 디스코그래피

### 정규 음반
- Pleasure (1981, 해피 버스데이 레코드) 영국 인디 음반 No. 2, 영국 음반 No. 69

### 싱글 및 EP
- "Getting Nowhere Fast" (1980, 레코드 레코드) 영국 인디 싱글 No. 9
- "Politics" (1980, 레코드 레코드) 영국 인디 싱글 No. 12
- "Go for Gold" (1981, 해피 버스데이 레코드) 영국 인디 싱글 No. 4
- "Fast Boyfriends" (1981, 해피 버스데이 레코드) 영국 인디 싱글 No. 19
- The Peel Sessions EP (1987, 스트레인지 프루트 레코드) 영국 인디 싱글 No. 27